# Ectopleura guangdongensis
Ectopleura guangdongensis is een hydroïdpoliep uit de familie Tubulariidae. De poliep komt uit het geslacht Ectopleura. Ectopleura guangdongensis werd in 1991 voor het eerst wetenschappelijk beschreven door Xu, Huang & Chen. 